# 木村有里
木村 有里（きむら ゆり、1948年〈昭和23年〉4月1日 - ）は、日本の女優、声優。本名、木村 春美。
神奈川県出身。夫は俳優、声優の安原義人。

## 来歴・人物
4人とも女性という姉妹の中で育つ。小学生の時は児童劇団「東童」での活動もしていた。
東京都立志村高等学校卒業。東宝現代劇（10期）を経て、女優の賀原夏子に見込まれて劇団NLTに入団する。舞台『毒薬と老嬢』『女房という他人』などの舞台に立つ。
特技は日舞、義太夫。

## 出演

### 舞台
- 毒薬と老嬢
- クレオパトラ
- 裸足で散歩
- カラミティジェーン
- バタフライはフリー
- 細雪
- ノーセックスプリーズ
- 貧乏物語
- 月の光
- 風と共に去りぬ
- 別れの曲
- カッコーの巣の上を
- 殺人同盟
- 検察官
- 幸せの値段
- 宴会泥棒
- 恋の冷凍保存
- グッドピープル（2021年10月27日 - 10月31日・博品館劇場）[3]

### テレビドラマ
- 人造人間キカイダー 第7話「怪物ブルスコングが大暴れ」（1972年、NET） - 稲葉みつえ
- 超人バロム・1 第23話「魔人ノウゲルゲが脳波を吸う!!」（1972年、YTV） - さだこ
- キカイダー01 第12話「怪談 墓場の化け猫呪いの生首」（1973年、NET） - 杉下和代
- 大江戸捜査網 第122話「捨て子騒動始末記」（1974年、12ch）
- がんばれ!!ロボコン 第27話「ドカパッパ! 新入生に負けるな!!」（1975年、NET） - えのもとこういちの母
- 男たちの旅路（1976年、NHK）
- 忍者キャプター 第17話「狙われたニセ札名人」（1976年、12ch） - 遠山銀次郎の妻
- 太陽にほえろ!（NTV）
  - 第214話「奇妙な友達」（1976年） - 市村かずこ
  - 第458話「おやじの海」（1981年） - 天野芳恵
- 俺はあばれはっちゃく（1979年 - 1980年、ANB） - ヒトミの母・麗子
- 電子戦隊デンジマン 第6話「悪魔分身の少女」（1980年、ANB） - 継母
- 花王 愛の劇場（TBS）
  - 愛とおそれと（1980年）
  - 秘密（1982年）
- 銀河テレビ小説（NHK）
  - 愛さずにはいられない（1980年）
  - 煙が目にしみる（1981年）
  - あなたに首ったけ（1983年） - 遊子
  - 花丸銀平（1984年） - 春子
- なかよしケンちゃん（1981年 - 1982年、TBS） - ミホのママ
- 立花登・青春手控え 第16話「ならず者」（1982年、NHK）
- 熱血あばれはっちゃく（1982年 - 1983年、ANB） - あけみの母・朝子
- メタルヒーローシリーズ（ANB）
  - 宇宙刑事ギャバン 第16話「初恋は宝石の輝き さようなら銀河特急」（1982年） - かすみ
  - 宇宙刑事シャリバン 第32話「幻夢じかけのオレンジと子守唄!」（1983年） - 直子の母
- 月曜ワイド劇場「女の哀しみの声が聞こえる」（1983年、ANB）
- 母と呼ばれて（1984年、THK）
- ザ・サスペンス「処女が見た」（1984年、TBS）
- 痛快あばれはっちゃく 第61話「弾けたぜ!天才少女秘作戦」（1984年、ANB）
- 金曜女のドラマスペシャル（CX）
  - 「女の裏顔」（1985年）
  - 「結婚前夜－消えた殺人事件」（1985年）
- 兄弟拳バイクロッサー 第20話「にせもの大騒動!」（1985年、NTV）
- 月曜ドラマランド「ゲゲゲの鬼太郎」（1985年、CX）
- いのち（1986年、NHK大河ドラマ） - 安子
- 水曜ドラマスペシャル「奇妙な同居人」（1986年、TBS）
- 仮面ライダーBLACK RX
  - 第8話「パパとママの秘密」（1988年、MBS） - トモコの母
  - 第38話「白骨ヶ原の妖舞団」（1989年、MBS） - 教祖 / 怪魔妖族・天空
- 男と女のミステリー「母と名乗れない夜」(1989年、CX）
- 現代神秘サスペンス「人形と暮らす女」（1989年、KTV）
- 妻そして女シリーズ 心霊ドラマスペシャルIII『夏色怪談』（1989年8月14日 - 8月25日、MBS・TBS系） - その子 役
- 火曜サスペンス劇場（NTV）
  - 競馬場の女（1994年）
  - 1997年殺人捜査（1997年）
  - 検事霞夕子(24)隣の関係（2004年）
- 土曜ワイド劇場（ANB）
  - 法医 歯科学の女(2)（1997年）
  - 名探偵 明智小五郎 江戸川乱歩の「陰獣」（1998年、ANB）
  - バツイチ女刑事（2005年、ABC）
- 水曜ミステリー9「北アルプス山岳救助隊・紫門一鬼(7)」（2005年、TX）
- 月曜ミステリー劇場「外科医零子(4)」（2006年、TBS）
- 月曜ゴールデン（2013年、TBS）
  - さすらいのプラチナワゴン〜歌手・美波丈太朗の事件簿〜 - 佐々木まる役

### 吹き替え

#### 映画
- アメリ（シュザンヌ〈クレール・モーリエ〉）
- バービー（ルース〈リー・パールマン〉[4]）
- ファンタスティック・ビーストとダンブルドアの秘密（エディス〈ロマナ・クンツェ＝リブノウ〉[5]）
- ヘイブン 安住の地を求めて
- メリー・ポピンズ リターンズ（エレン〈ジュリー・ウォルターズ〉）

#### ドラマ
- ER緊急救命室
  - シーズン1 #11（ミリアム）
  - シーズン10 #15（ビッキー・ベネット〈カーメン・トーマス〉）
  - シーズン14（シェリル・ホーキンス〈アイダ・タートゥーロ〉）
- エリザベス1世 〜愛と陰謀の王宮〜（スコットランド女王メアリー・スチュアート）
- グレート・ニュース（キャロル）
- コナン・ドイルの事件簿「暴かれた策略」
- 心理探偵フィッツ
- ドクター・フー（ヴィクトリア女王）
- ミス・マープル4 魔術の殺人（キマリー・ルイーズ）
- ミディアム 霊能者アリソン・デュボア（マジョリー・デュボア〈キャシー・ベイカー〉）

#### アニメ
- メリダとおそろしの森（おばあさん）
- モルデューの伝説（おばあさん）
- LEGO ピクサー:ブリックトゥーンズ（魔女）

### テレビアニメ
- ベルサイユのばら（1979年 - 1980年）
- ルパン三世 (TV第2シリーズ) 第69話「とっつあんの惚れた女」（1979年） - ローラ・ジョーズ[要出典]
- サザエさん（金井）
- まんがはじめて物語
- アーヤと魔女（孤児院園長）
- TIGER＆BUNNY2（リトルアウロラ）

### 劇場アニメ
- きみの色 - 校長先生

### ゲーム
- 稲川淳二 真夜中のタクシー